# Towarzystwo funduszy inwestycyjnych
Towarzystwo funduszy inwestycyjnych (TFI) – instytucja finansowa będąca spółką akcyjną, stanowiąca organ funduszu inwestycyjnego, zarządzający nim i reprezentujący go w stosunkach z osobami trzecimi. Tylko podmioty działające na podstawie ustawy mają prawo do używania oznaczenia „towarzystwo funduszy inwestycyjnych” lub jego skrótu.

## Historia
Pierwsze towarzystwo funduszy powierniczychw Polsce powstało w 1992 r. Był to należący do amerykańskiej grupy finansowej Pioneer, który utworzył tylko jeden fundusz zrównoważony. Obecnie działa pod nazwą ‘Pekao TFI SA’ i zarządza wieloma różnorodnymi funduszami inwestycyjnymi otwartymi. Następne fundusze powstały dopiero w 1995.

## Towarzystwa funduszy inwestycyjnych w Polsce
Status TFI może uzyskać wyłącznie spółka akcyjna z siedzibą na terytorium Rzeczypospolitej Polskiej, która uzyska zgodę Komisji Nadzoru Finansowego. Przedmiot działalności towarzystwa jest w ograniczony wyłącznie do tworzenia i zarządzania funduszami inwestycyjnymi, reprezentowania ich wobec osób trzecich oraz zarządzania zbiorczym portfelem papierów wartościowych; działalność może zostać rozszerzona m.in. o zarządzanie cudzym pakietem papierów wartościowych na zlecenie i doradztwo w zakresie obrotu papierami wartościowymi.
Minimalny poziom kapitału początkowego towarzystwa to równowartość 125 000 – 730 000 euro, w zależności od zakresu prowadzonej działalności. Pochodzenie kapitału zakładowego musi być udokumentowane; środki na jego pokrycie nie mogą pochodzić z kredytu ani pożyczki. Akcje TFI mogą być wyłącznie imienne, chyba że są zdematerializowane.
Fundusze inwestycyjne zarządzane przez towarzystwo posiadają odrębną osobowość prawną. Towarzystwo jest obowiązane zatrudniać co najmniej dwóch doradców inwestycyjnych do wykonywania czynności zarządzania funduszami inwestycyjnymi, zarządzania zbiorczym portfelem papierów wartościowych oraz zarządzania portfelami, w skład których wchodzi jeden lub większa liczba instrumentów finansowych oraz jednego maklera papierów wartościowych do wykonywania czynności przyjmowania i przekazywania zleceń nabycia lub zbycia instrumentów finansowych.
Towarzystwo wykonuje szereg zadań związanych z zarządzanymi funduszami:
- reprezentowanie zarządzanych funduszy
- obsługa uczestników (zwykle za pośrednictwem odrębnej spółki wyspecjalizowanej: agenta transferowego)
- obsługa księgowa funduszy (prowadzenie ksiąg, wycena, sporządzanie sprawozdań)
- nadzór nad zarządzaniem portfela funduszu (często towarzystwo wynajmuje do zarządzania wyspecjalizowaną spółkę typu ‘asset management’)
- organizacja i nadzór nad siecią sprzedaży (marketing, dystrybucja)

W najważniejszych sprawach towarzystwo, jako organ funduszu, wykonuje takie zadania w imieniu i na rzecz funduszu (wobec uczestników, prowadzi współpracę z organami państwowymi, w tym komisją nadzorującą rynek, organizuje współpracę z bankami prowadzącymi dystrybucję tytułów uczestnictwa) oraz tworzy dokumenty funduszu (statut, prospekt informacyjny, dokumenty informacyjne i ofertowe, księgi funduszu, sprawozdania finansowe).